# Statistiche e record della Coppa del Mondo di slittino su pista naturale
Nella presente pagina sono riportate le statistiche e i record riguardanti la Coppa del Mondo di slittino su pista naturale.

## Singolo uomini - Atleti
Dati aggiornati al 24 febbraio 2025

### Vittorie totali - Singolo uomini
| Pos. | Atleta                | Nazione  |    | Prima      | Ultima     |
| ---- | --------------------- | -------- | -- | ---------- | ---------- |
| 1    | Patrick Pigneter      | Italia   | 54 | 18/12/2004 | 18/02/2024 |
| 2    | Thomas Kammerlander   | Austria  | 27 | 04/02/2007 | 19/02/2023 |
| 3    | Anton Blasbichler     | Italia   | 20 | 27/02/1994 | 25/01/2004 |
| 4    | Gerhard Pilz          | Austria  | 19 | 13/12/1992 | 21/02/2004 |
| 5    | Alex Gruber           | Italia   | 14 | 13/02/2011 | 14/01/2023 |
| 6    | Michael Scheikl       | Austria  | 10 | 11/01/2009 | 22/12/2024 |
|      | Reinhard Gruber       | Italia   | 6  | 18/01/1998 | 14/01/2001 |
| 8    | Martin Gruber         | Italia   | 5  | 19/01/1997 | 17/01/1999 |
|      | Franz Obrist          | Italia   | 5  | 14/02/1993 | 22/01/1995 |
|      | Ferdinand Hirzegger   | Austria  | 5  | 16/01/2000 | 19/12/2001 |
| 11   | Gernot Schwab         | Austria  | 4  | 15/01/2006 | 20/01/2008 |
|      | Florian Clara         | Italia   | 4  | 06/01/2025 | 23/02/2025 |
| 13   | Florian Breitenberger | Italia   | 3  | 20/01/2002 | 13/01/2008 |
|      | Martin Psenner        | Italia   | 3  | 20/02/2005 | 21/01/2007 |
| 15   | Robert Batkowski      | Austria  | 2  | 13/01/2002 | 12/01/2003 |
|      | Hannes Clara          | Italia   | 2  | 24/01/2010 | 03/02/2013 |
|      | Thomas Schopf         | Austria  | 2  | 17/12/2009 | 20/12/2009 |
|      | Gerald Kallan         | Austria  | 2  | 22/12/2002 | 19/01/2003 |
|      | Gerald Kammerlander   | Austria  | 2  | 11/01/2009 | 18/01/2009 |
|      | Erhard Mahlknecht     | Italia   | 2  | 21/02/1993 | 16/01/1994 |
| 21   | Manfred Gräber        | Italia   | 1  | 22/12/1996 | 22/12/1996 |
|      | Rudi Resch            | Italia   | 1  | 23/01/2011 | 23/01/2011 |
|      | Georg Eberharter      | Austria  | 1  | 24/01/1993 | 24/01/1993 |
|      | Marcus Grausam        | Germania | 1  | 14/02/2004 | 14/02/2004 |
|      | Aleksandr Egorov      | Russia   | 1  | 25/01/2016 | 25/01/2016 |
|      | Matthias Rainer       | Italia   | 1  | 23/01/2005 | 23/01/2005 |
|      | Borut Kralj           | Slovenia | 1  | 16/02/2003 | 16/02/2003 |
|      | Daniel Gruber         | Italia   | 1  | 07/01/2024 | 07/01/2024 |
|      | Fabian Brunner        | Italia   | 1  | 17/02/2024 | 17/02/2024 |
|      | Stefan Federer        | Svizzera | 1  | 09/02/2025 | 09/02/2025 |

### Vittorie consecutive - Singolo uomini
Si elencano solamente le strisce lunghe almeno 4 gare.
| Pos. | Atleta              |   | Inizio                  | Fine              |
| ---- | ------------------- | - | ----------------------- | ----------------- |
| 1    | Patrick Pigneter    | 8 | Valdaora 2011           | Lasa 2013         |
| 2    | Patrick Pigneter    | 5 | Latzfons 2010           | Casies 2011       |
|      | Patrick Pigneter    | 5 | Vatra Dornei 2015       | Vatra Dornei 2016 |
|      | Thomas Kammerlander | 5 | Moso in Passiria 1 2021 | Umhausen 2022     |
| 5    | Gerhard Pilz        | 4 | Mosca 2001              | Valdaora 2002     |
|      | Anton Blasbichler   | 4 | Valdaora 2004           | Mosca 2004        |
|      | Anton Blasbichler   | 4 | Longiarù 2005           | Oberperfuss 2005  |
|      | Patrick Pigneter    | 4 | Unterammergau 2009      | Novoural'sk 2009  |

### Vittorie stagionali - Singolo uomini
| Pos. | Atleta              | Nazione |   | Gare | Stagione | Perc. |
| ---- | ------------------- | ------- | - | ---- | -------- | ----- |
| 1    | Patrick Pigneter    | Italia  | 6 | 6    | 2012     | 100%  |
| 2    | Patrick Pigneter    | Italia  | 5 | 6    | 2007     | 83%   |
| 3    | Patrick Pigneter    | Italia  | 5 | 7    | 2024     | 71%   |
| 4    | Ferdinand Hirzegger | Austria | 4 | 6    | 2000     | 66%   |
|      | Anton Blasbichler   | Italia  | 4 | 6    | 2004     | 66%   |
|      | Anton Blasbichler   | Italia  | 4 | 6    | 2005     | 66%   |
|      | Patrick Pigneter    | Italia  | 4 | 6    | 2008     | 66%   |
|      | Patrick Pigneter    | Italia  | 4 | 6    | 2009     | 66%   |
|      | Patrick Pigneter    | Italia  | 4 | 6    | 2011     | 66%   |
|      | Patrick Pigneter    | Italia  | 4 | 6    | 2013     | 66%   |
|      | Patrick Pigneter    | Italia  | 4 | 6    | 2014     | 66%   |
|      | Patrick Pigneter    | Italia  | 4 | 6    | 2015     | 66%   |
|      | Thomas Kammerlander | Austria | 4 | 6    | 2021     | 66%   |

### Vincitore più giovane - Singolo uomini
| Pos. | Atleta                | Nazione | Età                       | Data       |
| ---- | --------------------- | ------- | ------------------------- | ---------- |
| 1    | Thomas Kammerlander   | Austria | 16 anni 11 mesi 22 giorni | 04/02/2007 |
| 2    | Patrick Pigneter      | Italia  | 17 anni 4 mesi 29 giorni  | 18/12/2004 |
| 3    | Alex Gruber           | Italia  | 18 anni 1 mese 23 giorni  | 13/02/2011 |
| 4    | Florian Breitenberger | Italia  | 18 anni 2 mesi 9 giorni   | 20/01/2002 |
| 5    | Michael Scheikl       | Austria | 19 anni 8 mesi 6 giorni   | 11/01/2009 |

### Vincitore più anziano - Singolo uomini
| Pos. | Atleta           | Nazione  | Età                       | Data       |
| ---- | ---------------- | -------- | ------------------------- | ---------- |
| 1    | Gerhard Pilz     | Austria  | 38 anni 7 mesi 4 giorni   | 21/02/2004 |
| 2    | Florian Clara    | Italia   | 37 anni 12 giorni         | 23/02/2025 |
| 3    | Patrick Pigneter | Italia   | 36 anni 6 mesi 30 giorni  | 18/02/2024 |
| 4    | Stefan Federer   | Svizzera | 35 anni 10 mesi 18 giorni | 09/02/2025 |
| 5    | Michael Scheikl  | Austria  | 35 anni 7 mesi 17 giorni  | 22/12/2024 |

### Podi totali - Singolo uomini
| Pos. | Atleta              | Nazione |    |    |    | Podi |
| ---- | ------------------- | ------- | -- | -- | -- | ---- |
| 1    | Patrick Pigneter    | Italia  | 54 | 31 | 16 | 101  |
| 2    | Thomas Kammerlander | Austria | 27 | 14 | 20 | 61   |
| 3    | Anton Blasbichler   | Italia  | 20 | 13 | 18 | 51   |
| 4    | Alex Gruber         | Italia  | 14 | 18 | 16 | 48   |
| 5    | Michael Scheikl     | Austria | 10 | 17 | 15 | 42   |

### Podi consecutivi - Singolo uomini
Si elencano solamente le strisce lunghe più di 10 podi di ogni atleta.
| Pos. | Atleta              | Nazione | Podi consecutivi | di cui |
| ---- | ------------------- | ------- | ---------------- | ------ |
| 1    | Thomas Kammerlander | Austria | 25               | 11     |
| 2    | Patrick Pigneter    | Italia  | 15               | 1      |
| 3    | Alex Gruber         | Italia  | 13               | 6      |

NN: striscia aperta

## Singolo donne - Atlete
Dati aggiornati al 24 febbraio 2025

### Vittorie totali - Singolo donne
| Pos. | Atleta                | Nazione |    | Prima      | Ultima     |
| ---- | --------------------- | ------- | -- | ---------- | ---------- |
| 1    | Evelin Lanthaler      | Italia  | 58 | 26/01/2014 | 23/02/2025 |
| 2    | Ekaterina Lavrent'eva | Russia  | 55 | 11/02/2001 | 25/01/2016 |
| 3    | Elvira Holzknecht     | Austria | 16 | 24/01/1993 | 13/02/2000 |
| 4    | Renate Gietl          | Italia  | 15 | 20/01/2002 | 26/02/2011 |
| 5    | Sonja Steinacher      | Italia  | 14 | 19/01/1997 | 30/01/2003 |
| 6    | Irene Zechner         | Austria | 9  | 23/01/1994 | 11/02/1996 |
| 7    | Greta Pinggera        | Italia  | 7  | 21/02/2016 | 19/01/2020 |
| 8    | Ljubov' Panjutina     | Russia  | 5  | 13/12/1992 | 16/02/1997 |
|      | Christa Gietl         | Italia  | 5  | 24/01/1997 | 16/02/2003 |
| 10   | Sandra Mariner        | Austria | 4  | 27/02/2000 | 14/02/2004 |
| 11   | Melanie Batkowski     | Austria | 2  | 27/02/2009 | 20/12/2009 |
|      | Tina Unterberger      | Austria | 2  | 13/12/2015 | 11/12/2016 |
|      | Renate Kasslatter     | Italia  | 2  | 14/12/2003 | 04/02/2007 |
|      | Irene Mitterstieler   | Italia  | 2  | 08/02/1998 | 24/01/1999 |
|      | Doris Haselrieder     | Italia  | 2  | 07/02/1993 | 21/02/1993 |
| 16   | Beatrix Mahlknecht    | Italia  | 1  | 16/01/1994 | 16/01/1994 |
|      | Carmen Planötscher    | Italia  | 1  | 05/01/2014 | 05/01/2014 |
|      | Erna Schweigl         | Italia  | 1  | 06/01/1999 | 06/01/1999 |

### Vittorie consecutive - Singolo donne
Si elencano solamente le strisce lunghe almeno 4 gare.
| Pos. | Atleta                |    | Inizio            | Fine                  |
| ---- | --------------------- | -- | ----------------- | --------------------- |
| 1    | Evelin Lanthaler      | 35 | Nova Ponente 2020 | Nova Ponente 2025     |
| 2    | Ekaterina Lavrent'eva | 13 | Latzfons 2012     | Novoural'sk 2014      |
| 3    | Ekaterina Lavrent'eva | 11 | Latzfons 2005     | Longiarù 2007         |
|      | Evelin Lanthaler      | 11 | Umhausen 2018     | Moso in Passiria 2020 |
| 5    | Elvira Holzknecht     | 5  | Negaunee 1995     | Rautavaara 1 1996     |
|      | Ekaterina Lavrent'eva | 5  | Umhausen 2008     | Železniki 2008        |
|      | Ekaterina Lavrent'eva | 5  | Garmisch 2010     | Kindberg 2011         |
| 8    | Irene Zechner         | 4  | Bad Goisern 1994  | Nova Levante 1994     |
|      | Irene Zechner         | 4  | Rautavaara 1996   | Laces 1996            |
|      | Sonja Steinacher      | 4  | Valdaora 2002     | Umhausen 2002         |
|      | Renate Gietl          | 4  | Longiarù 2005     | Oberperfuss 2005      |
|      | Greta Pinggera        | 4  | Železniki 2017    | Kühtai 2018           |

### Vittorie stagionali - Singolo donne
| Pos. | Atleta                | Nazione |   | Gare | Stagione | Perc. |
| ---- | --------------------- | ------- | - | ---- | -------- | ----- |
| 1    | Evelin Lanthaler      | Italia  | 7 | 7    | 2019     | 100%  |
|      | Evelin Lanthaler      | Italia  | 7 | 7    | 2023     | 100%  |
|      | Evelin Lanthaler      | Italia  | 7 | 7    | 2024     | 100%  |
|      | Evelin Lanthaler      | Italia  | 7 | 7    | 2025     | 100%  |
|      | Ekaterina Lavrent'eva | Russia  | 6 | 6    | 2006     | 100%  |
|      | Ekaterina Lavrent'eva | Russia  | 6 | 6    | 2012     | 100%  |
|      | Ekaterina Lavrent'eva | Russia  | 6 | 6    | 2013     | 100%  |
|      | Evelin Lanthaler      | Italia  | 6 | 6    | 2021     | 100%  |
|      | Evelin Lanthaler      | Italia  | 5 | 5    | 2022     | 100%  |
|      | Elvira Holzknecht     | Austria | 4 | 4    | 1995     | 100%  |
| 9    | Evelin Lanthaler      | Italia  | 6 | 7    | 2020     | 86%   |
| 10   | Irene Zechner         | Austria | 5 | 6    | 1996     | 83%   |
|      | Sonja Steinacher      | Italia  | 5 | 6    | 2002     | 83%   |
|      | Ekaterina Lavrent'eva | Russia  | 5 | 6    | 2008     | 83%   |
|      | Ekaterina Lavrent'eva | Russia  | 5 | 6    | 2015     | 83%   |
| 14   | Irene Zechner         | Austria | 4 | 5    | 1994     | 80%   |

### Vincitrice più giovane - Singolo donne
| Pos. | Atleta                | Nazione | Età                       | Data       |
| ---- | --------------------- | ------- | ------------------------- | ---------- |
| 1    | Carmen Planötscher    | Italia  | 17 anni 5 mesi 27 giorni  | 05/01/2014 |
| 2    | Erna Schweigl         | Italia  | 17 anni 11 mesi 13 giorni | 06/01/1999 |
| 3    | Elvira Holzknecht     | Austria | 19 anni 3 mesi 29 giorni  | 24/01/1993 |
| 4    | Ekaterina Lavrent'eva | Russia  | 19 anni 7 mesi 16 giorni  | 11/02/2001 |
| 5    | Christa Gietl         | Italia  | 19 anni 8 mesi 9 giorni   | 24/01/1997 |

### Vincitrice più anziana - Singolo donne
| Pos. | Atleta                | Nazione | Età                      | Data       |
| ---- | --------------------- | ------- | ------------------------ | ---------- |
| 1    | Ekaterina Lavrent'eva | Russia  | 34 anni 7 mesi 0 giorni  | 25/01/2016 |
| 2    | Evelin Lanthaler      | Italia  | 33 anni 9 mesi 17 giorni | 23/02/2025 |
| 3    | Tina Unterberger      | Austria | 30 anni 7 mesi 29 giorni | 11/12/2016 |
| 4    | Sandra Mariner        | Austria | 29 anni 9 mesi 2 giorni  | 14/02/2004 |
| 5    | Renate Gietl          | Italia  | 29 anni 1 mesi 17 giorni | 26/02/2011 |

### Podi totali - Singolo donne
| Pos. | Atleta                | Nazione |    |    |    | Podi |
| ---- | --------------------- | ------- | -- | -- | -- | ---- |
| 1    | Ekaterina Lavrent'eva | Russia  | 55 | 26 | 16 | 97   |
| 2    | Evelin Lanthaler      | Italia  | 58 | 14 | 13 | 85   |
| 3    | Greta Pinggera        | Italia  | 7  | 27 | 19 | 53   |
| 4    | Renate Gietl          | Italia  | 15 | 19 | 15 | 49   |
| 5    | Tina Unterberger      | Austria | 2  | 16 | 21 | 39   |

### Podi consecutivi - Singolo donne
Si elencano solamente le strisce lunghe più di 10 podi di ogni atleta.
| Pos. | Atleta                | Nazione | Podi consecutivi | di cui |
| ---- | --------------------- | ------- | ---------------- | ------ |
| 1    | Evelin Lanthaler      | Italia  | 70               | 56     |
| 2    | Ekaterina Lavrent'eva | Russia  | 53               | 39     |
| 3    | Renate Gietl          | Italia  | 28               | 7      |
| 4    | Greta Pinggera        | Italia  | 17               | 1      |
| 5    | Irene Zechner         | Austria | 15               | 9      |
| 6    | Sonja Steinacher      | Italia  | 12               | 5      |

NN: striscia aperta

## Doppio - Atleti
Dati aggiornati al 24 febbraio 2025

### Vittorie totali - Doppio
| Pos. | Atleta              | Nazione  |    | Prima      | Ultima     |
| ---- | ------------------- | -------- | -- | ---------- | ---------- |
| 1    | Patrick Pigneter    | Italia   | 68 | 21/01/2007 | 18/02/2023 |
|      | Florian Clara       | Italia   | 68 | 21/01/2007 | 18/02/2023 |
| 3    | Pavel Poršnev       | Russia   | 23 | 19/01/2003 | 10/02/2021 |
|      | Ivan Lazarev        | Russia   | 23 | 19/01/2003 | 10/02/2021 |
| 5    | Reinhard Beer       | Austria  | 18 | 22/12/1996 | 04/01/2007 |
|      | Herbert Kögl        | Austria  | 18 | 22/12/1996 | 04/01/2007 |
| 7    | Helmut Ruetz        | Austria  | 15 | 13/12/1992 | 05/02/1999 |
|      | Andi Ruetz          | Austria  | 15 | 13/12/1992 | 05/02/1999 |
|      | Matthias Lambacher  | Italia   | 12 | 17/12/2022 | 22/02/2025 |
| 10   | Andrzej Laszczak    | Polonia  | 10 | 14/12/2001 | 11/12/2005 |
|      | Damian Waniczek     | Polonia  | 10 | 14/12/2001 | 11/12/2005 |
|      | Peter Lambacher     | Italia   | 8  | 16/12/2023 | 22/02/2025 |
| 13   | Andreas Schopf      | Austria  | 7  | 11/02/2001 | 22/12/2013 |
|      | Armin Mair          | Italia   | 7  | 07/02/1999 | 19/12/2001 |
|      | David Mair          | Italia   | 7  | 07/02/1999 | 19/12/2001 |
| 16   | Christian Schatz    | Austria  | 5  | 15/01/2006 | 11/02/2007 |
|      | Gerhard Mühlbacher  | Austria  | 5  | 15/01/2006 | 11/02/2007 |
|      | Günther Steinhauser | Italia   | 5  | 24/01/1993 | 16/01/1994 |
|      | Almir Bétemps       | Italia   | 5  | 16/01/1994 | 13/03/1994 |
|      | Corrado Hérin       | Italia   | 5  | 16/01/1994 | 13/03/1994 |
| 21   | Christian Schopf    | Austria  | 4  | 27/02/2010 | 22/12/2013 |
|      | Martin Psenner      | Italia   | 4  | 29/01/1995 | 15/02/1998 |
|      | Christian Hafner    | Italia   | 4  | 11/02/1996 | 15/02/1998 |
|      | Arnold Lunger       | Italia   | 4  | 24/01/1993 | 21/02/1993 |
|      | Patrick Lambacher   | Italia   | 4  | 17/12/2022 | 14/01/2023 |
|      | Maximilian Pichler  | Austria  | 4  | 20/01/2024 | 05/01/2025 |
|      | Nico Edlinger       | Austria  | 4  | 20/01/2024 | 05/01/2025 |
| 28   | Aleksandr Egorov    | Russia   | 3  | 14/01/2007 | 15/01/2017 |
|      | Pëtr Popov          | Russia   | 3  | 14/01/2007 | 15/01/2017 |
|      | Wolfgang Schopf     | Austria  | 3  | 11/01/2001 | 25/01/2004 |
|      | Rupert Brüggler     | Austria  | 3  | 08/01/2017 | 16/12/2018 |
|      | Tobias Angerer      | Austria  | 3  | 08/01/2017 | 16/12/2018 |
|      | Peter Lechner       | Austria  | 3  | 19/01/1997 | 07/01/2001 |
| 34   | Peter Braunegger    | Austria  | 2  | 16/01/2000 | 07/01/2001 |
|      | Tobias Paur         | Italia   | 2  | 17/02/2024 | 08/02/2025 |
|      | Andreas Hofer       | Italia   | 2  | 17/02/2024 | 08/02/2025 |
| 37   | Roland Niedermair   | Italia   | 1  | 22/01/1995 | 22/01/1995 |
|      | Hubert Burger       | Italia   | 1  | 22/01/1995 | 22/01/1995 |
|      | Arthur Künig        | Italia   | 1  | 29/01/1995 | 29/01/1995 |
|      | Manfred Gräber      | Italia   | 1  | 16/01/1994 | 16/01/1994 |
|      | Martin Schneebauer  | Austria  | 1  | 19/01/1997 | 19/01/1997 |
|      | Jürgen Pezzi        | Italia   | 1  | 11/02/1996 | 11/02/1996 |
|      | Fabian Achenrainer  | Austria  | 1  | 16/01/2021 | 16/01/2021 |
|      | Simon Achenrainer   | Austria  | 1  | 16/01/2021 | 16/01/2021 |
|      | Björn Kierspel      | Germania | 1  | 12/02/2011 | 12/02/2011 |
|      | Christian Wichan    | Germania | 1  | 12/02/2011 | 12/02/2011 |
|      | Stanislav Kovšik    | Russia   | 1  | 16/01/2019 | 16/01/2019 |
|      | Ilja Tarassow       | Russia   | 1  | 16/01/2019 | 16/01/2019 |

### Vittorie consecutive - Doppio
Si elencano solamente le strisce lunghe almeno 4 gare.
| Pos. | Atleta              |    | Inizio                | Fine                                 |
| ---- | ------------------- | -- | --------------------- | ------------------------------------ |
| 1    | Patrick Pigneter    | 11 | Nova Ponente 2015     | Kühtai 2017                          |
|      | Florian Clara       | 11 | Nova Ponente 2015     | Kühtai 2017                          |
| 3    | Helmut Ruetz        | 7  | Kreuth 1995           | Lasa 1996                            |
|      | Andi Ruetz          | 7  | Kreuth 1995           | Lasa 1996                            |
| 5    | Patrick Pigneter    | 6  | Moso in Passiria 2008 | Železniki 2008                       |
|      | Florian Clara       | 6  | Moso in Passiria 2008 | Železniki 2008                       |
|      | Patrick Pigneter    | 6  | Alpe di Siusi 2014    | Kühtai 2015                          |
|      | Florian Clara       | 6  | Alpe di Siusi 2014    | Kühtai 2015                          |
| 9    | Günther Steinhauser | 5  | Inzing 1993           | Fiè allo Sciliar 1994                |
|      | Almir Bétemps       | 5  | Fiè allo Sciliar 1994 | Nova Levante 1994                    |
|      | Corrado Hérin       | 5  | Fiè allo Sciliar 1994 | Nova Levante 1994                    |
|      | Patrick Pigneter    | 5  | Unterammergau 2009    | Novoural'sk 2010                     |
|      | Florian Clara       | 5  | Unterammergau 2009    | Novoural'sk 2010                     |
|      | Patrick Pigneter    | 5  | Umhausen 2022         | Mariazell 2022                       |
|      | Florian Clara       | 5  | Umhausen 2022         | Mariazell 2022                       |
| 14   | Arnold Lunger       | 4  | Inzing 1993           | Bruck an der Großglocknerstraße 1993 |
|      | Andrzej Laszczak    | 4  | Hüttau 2002           | Umhausen 2003                        |
|      | Damian Waniczek     | 4  | Hüttau 2002           | Umhausen 2003                        |
|      | Patrick Pigneter    | 4  | Kühtai 2018           | Sankt Sebastian 2018                 |
|      | Florian Clara       | 4  | Kühtai 2018           | Sankt Sebastian 2018                 |
|      | Patrick Pigneter    | 4  | Moso in Passiria 2020 | Nova Ponente 2020                    |
|      | Florian Clara       | 4  | Moso in Passiria 2020 | Nova Ponente 2020                    |
|      | Patrick Pigneter    | 4  | Umhausen 2020         | Moso in Passiria 2021                |
|      | Florian Clara       | 4  | Umhausen 2020         | Moso in Passiria 2021                |
|      | Patrick Lambacher   | 4  | Obdach-1 2022         | Valgiovo-2 2023                      |
|      | Matthias Lambacher  | 4  | Obdach-1 2022         | Valgiovo-2 2023                      |

### Vittorie stagionali - Doppio
| Pos. | Atleta              | Nazione |   | Gare | Stagione | Perc. |
| ---- | ------------------- | ------- | - | ---- | -------- | ----- |
| 1    | Patrick Pigneter    | Italia  | 6 | 6    | 2008     | 100%  |
|      | Florian Clara       | Italia  | 6 | 6    | 2008     | 100%  |
|      | Patrick Pigneter    | Italia  | 6 | 6    | 2016     | 100%  |
|      | Florian Clara       | Italia  | 6 | 6    | 2016     | 100%  |
|      | Almir Bétemps       | Italia  | 5 | 5    | 1994     | 100%  |
|      | Corrado Hérin       | Italia  | 5 | 5    | 1994     | 100%  |
|      | Patrick Pigneter    | Italia  | 5 | 5    | 2022     | 100%  |
|      | Florian Clara       | Italia  | 5 | 5    | 2022     | 100%  |
| 9    | Helmut Ruetz        | Austria | 5 | 6    | 1996     | 83%   |
|      | Andi Ruetz          | Austria | 5 | 6    | 1996     | 83%   |
|      | Patrick Pigneter    | Italia  | 5 | 6    | 2014     | 83%   |
|      | Florian Clara       | Italia  | 5 | 6    | 2014     | 83%   |
|      | Patrick Pigneter    | Italia  | 5 | 6    | 2015     | 83%   |
|      | Florian Clara       | Italia  | 5 | 6    | 2015     | 83%   |
|      | Patrick Pigneter    | Italia  | 5 | 6    | 2018     | 83%   |
|      | Florian Clara       | Italia  | 5 | 6    | 2018     | 83%   |
| 17   | Arnold Lunger       | Italia  | 4 | 5    | 1993     | 80%   |
|      | Günther Steinhauser | Italia  | 4 | 5    | 1993     | 80%   |

### Vincitore più giovane - Doppio
| Pos. | Atleta            | Nazione | Età                      | Data       |
| ---- | ----------------- | ------- | ------------------------ | ---------- |
| 1    | Simon Achenrainer | Austria | 16 anni 5 mesi 2 giorni  | 16/01/2021 |
| 2    | Andreas Schopf    | Austria | 16 anni 10 mesi 2 giorni | 11/02/2001 |
| 3    | Andreas Hofer     | Italia  | 17 anni 3 mesi 22 giorni | 17/02/2024 |
| 4    | Wolfgang Schopf   | Austria | 17 anni 6 mesi 19 giorni | 11/02/2001 |
| 5    | Andi Ruetz        | Austria | 17 anni 8 mesi 5 giorni  | 13/12/1992 |

### Vincitore più anziano - Doppio
| Pos. | Atleta           | Nazione | Età                      | Data       |
| ---- | ---------------- | ------- | ------------------------ | ---------- |
| 1    | Herbert Kögl     | Austria | 40 anni 9 mesi 13 giorni | 04/01/2007 |
| 2    | Pavel Poršnev    | Russia  | 37 anni 6 mesi 7 giorni  | 10/02/2021 |
| 3    | Ivan Lazarev     | Russia  | 37 anni 3 mesi 6 giorni  | 10/02/2021 |
| 4    | Reinhard Beer    | Austria | 37 anni 3 mesi 2 giorni  | 04/01/2007 |
| 5    | Patrick Pigneter | Italia  | 35 anni 6 mesi 30 giorni | 18/02/2023 |

### Podi totali - Doppio
| Pos. | Atleta           | Nazione |    |    |    | Podi |
| ---- | ---------------- | ------- | -- | -- | -- | ---- |
| 1    | Patrick Pigneter | Italia  | 68 | 20 | 10 | 98   |
|      | Florian Clara    | Italia  | 68 | 20 | 10 | 98   |
| 3    | Pavel Poršnev    | Russia  | 23 | 40 | 21 | 84   |
|      | Ivan Lazarev     | Russia  | 23 | 40 | 21 | 84   |
| 5    | Herbert Kögl     | Austria | 18 | 18 | 9  | 45   |

### Podi consecutivi - Doppio
Si elencano solamente le strisce lunghe più di 10 podi di ogni atleta.
| Pos. | Atleta             | Nazione | Podi consecutivi | di cui |
| ---- | ------------------ | ------- | ---------------- | ------ |
| 1    | Patrick Pigneter   | Italia  | 42               | 29     |
|      | Florian Clara      | Italia  | 42               | 29     |
| 3    | Matthias Lambacher | Italia  | 21               | 12     |
| 4    | Helmut Ruetz       | Austria | 18               | 9      |
|      | Andi Ruetz         | Austria | 18               | 9      |

NN: striscia aperta

## Staffetta a squadre - Atleti
Dati aggiornati al 20 febbraio 2022

### Vittorie totali - Staffetta a squadre
| Pos. | Atleta                | Nazione |    | Prima      | Ultima     |
| ---- | --------------------- | ------- | -- | ---------- | ---------- |
| 1    | Patrick Pigneter      | Italia  | 22 | 13/01/2013 | 17/01/2021 |
| 2    | Florian Clara         | Italia  | 18 | 13/01/2013 | 16/12/2018 |
| 3    | Evelin Lanthaler      | Italia  | 17 | 28/02/2013 | 20/02/2022 |
|      | Alex Gruber           | Italia  | 17 | 18/01/2014 | 20/02/2022 |
| 5    | Greta Pinggera        | Italia  | 8  | 13/01/2013 | 28/01/2018 |
| 6    | Ekaterina Lavrent'eva | Russia  | 6  | 15/01/2012 | 22/12/2013 |
| 7    | Stanislav Kovšik      | Russia  | 5  | 15/01/2012 | 22/12/2013 |
| 8    | Pavel Poršnev         | Russia  | 4  | 15/01/2012 | 03/02/2013 |
|      | Ivan Lazarev          | Russia  | 4  | 15/01/2012 | 03/02/2013 |
| 10   | Tina Unterberger      | Austria | 3  | 12/01/2019 | 15/02/2020 |
|      | Florian Breitenberger | Italia  | 3  | 12/01/2014 | 17/02/2018 |
| 12   | Thomas Kammerlander   | Austria | 2  | 12/01/2019 | 15/02/2020 |
|      | Aleksandr Egorov      | Russia  | 2  | 24/02/2013 | 22/12/2013 |
|      | Michael Scheikl       | Austria | 2  | 12/01/2019 | 05/01/2020 |
|      | Pëtr Popov            | Russia  | 2  | 24/02/2013 | 22/12/2013 |
|      | Anton Blasbichler     | Italia  | 2  | 28/02/2013 | 26/01/2014 |
| 17   | Jurij Talich          | Russia  | 1  | 24/02/2013 | 24/02/2013 |
|      | Hannes Clara          | Italia  | 1  | 13/01/2013 | 13/01/2013 |
|      | Melanie Schwarz       | Italia  | 1  | 18/01/2014 | 18/01/2014 |

### Vittorie consecutive - Staffetta a squadre
Si elencano solamente le strisce lunghe almeno 4 gare.
| Pos. | Atleta           |    | Inizio                | Fine              |
| ---- | ---------------- | -- | --------------------- | ----------------- |
| 1    | Florian Clara    | 16 | Moso in Passiria 2014 | Kühtai 2019       |
| 2    | Patrick Pigneter | 15 | Moso in Passiria 2014 | Umhausen 2018     |
| 3    | Alex Gruber      | 10 | Vatra Dornei 2015     | Nova Ponente 2018 |
| 4    | Evelin Lanthaler | 5  | Valdaora 2014         | Nova Ponente 2016 |
|      | Evelin Lanthaler | 5  | Winterleiten 2021     | Mariazell 2022    |
|      | Greta Pinggera   | 5  | Železniki 2017        | Nova Ponente 2018 |

### Podi totali - Staffetta a squadre
| Pos. | Atleta                | Nazione |    |    |    | Podi |
| ---- | --------------------- | ------- | -- | -- | -- | ---- |
| 1    | Patrick Pigneter      | Italia  | 22 | 6  | 1  | 29   |
| 2    | Ekaterina Lavrent'eva | Russia  | 6  | 9  | 13 | 28   |
| 3    | Tina Unterberger      | Austria | 3  | 14 | 8  | 25   |
|      | Thomas Kammerlander   | Austria | 2  | 15 | 7  | 24   |
| 5    | Florian Clara         | Italia  | 18 | 4  | 1  | 23   |

### Podi consecutivi - Staffetta a squadre
Si elencano solamente le strisce lunghe più di 10 podi di ogni atleta.
| Pos. | Atleta                | Nazione | Podi consecutivi | di cui |
| ---- | --------------------- | ------- | ---------------- | ------ |
| 1    | Florian Clara         | Italia  | 19               | 17     |
| 2    | Patrick Pigneter      | Italia  | 18               | 16     |
| 3    | Ekaterina Lavrent'eva | Russia  | 16               | 6      |
| 4    | Thomas Kammerlander   | Austria | 14               | 1      |
| 5    | Tina Unterberger      | Austria | 12               | 3      |

NN: striscia aperta

## Singolo uomini - Nazionali

### Vittorie per nazionali - Singolo uomini
| Pos. | Nazione  |     | Prima      | Ultima     | No. atleti |
| ---- | -------- | --- | ---------- | ---------- | ---------- |
| 1    | Italia   | 123 | 14/02/1993 | 23/02/2025 | 16         |
| 2    | Austria  | 74  | 13/12/1992 | 22/12/2024 | 10         |
| 3    | Russia   | 1   | 25/01/2016 | 25/01/2016 | 1          |
|      | Germania | 1   | 14/02/2004 | 14/02/2004 | 1          |
|      | Slovenia | 1   | 16/02/2003 | 16/02/2003 | 1          |
|      | Svizzera | 1   | 09/02/2025 | 09/02/2025 | 1          |

### Podi per nazionali - Singolo uomini
| Pos. | Nazione  |     |     |     | Podi |
| ---- | -------- | --- | --- | --- | ---- |
| 1    | Italia   | 123 | 117 | 107 | 347  |
| 2    | Austria  | 74  | 76  | 91  | 241  |
| 3    | Russia   | 1   | 2   | 3   | 6    |
| 4    | Germania | 1   | 1   | 0   | 2    |
| 5    | Slovenia | 1   | 0   | 0   | 1    |
|      | Svizzera | 1   | 0   | 0   | 1    |

### Podi consecutivi per nazionali - Singolo uomini
| Pos. | Nazione | Podi consecutivi | di cui |
| ---- | ------- | ---------------- | ------ |
| 1    | Italia  | 59               | 28     |
| 2    | Austria | 55               | 29     |
| 3    | Russia  | 2                | 0      |

NN: striscia aperta

## Singolo donne - Nazionali

### Vittorie per nazionali - Singolo donne
| Pos. | Nazione |     | Prima      | Ultima     | No. atlete |
| ---- | ------- | --- | ---------- | ---------- | ---------- |
| 1    | Italia  | 108 | 07/02/1993 | 23/02/2025 | 11         |
| 2    | Austria | 60  | 24/01/1993 | 11/12/2016 | 5          |
| 3    | Russia  | 33  | 13/12/1992 | 25/01/2016 | 2          |

### Podi per nazionali - Singolo donne
| Pos. | Nazione  |     |    |     | Podi |
| ---- | -------- | --- | -- | --- | ---- |
| 1    | Italia   | 108 | 98 | 105 | 311  |
| 2    | Austria  | 33  | 62 | 63  | 158  |
| 3    | Russia   | 60  | 33 | 28  | 121  |
| 4    | Germania | 0   | 3  | 3   | 6    |

### Podi consecutivi per nazionali - Singolo donne
| Pos. | Nazione | Podi consecutivi | di cui |
| ---- | ------- | ---------------- | ------ |
| 1    | Italia  | 121              | 76     |
| 2    | Russia  | 64               | 46     |
| 3    | Austria | 19               | 15     |

NN: striscia aperta

## Doppio - Nazionali

### Vittorie per nazionali - Doppio
| Pos. | Nazione  |     | Prima      | Ultima     | No. atleti |
| ---- | -------- | --- | ---------- | ---------- | ---------- |
| 1    | Italia   | 105 | 24/01/1993 | 22/02/2025 | 20         |
| 2    | Austria  | 56  | 13/12/1992 | 05/01/2025 | 18         |
| 3    | Russia   | 27  | 19/01/2003 | 10/02/2021 | 6          |
| 4    | Polonia  | 10  | 14/12/2001 | 11/12/2005 | 2          |
| 5    | Germania | 1   | 12/02/2011 | 12/02/2011 | 2          |

### Podi per nazionali - Doppio
| Pos. | Nazione    |     |    |    | Podi |
| ---- | ---------- | --- | -- | -- | ---- |
| 1    | Italia     | 105 | 59 | 53 | 217  |
| 2    | Austria    | 56  | 73 | 84 | 213  |
| 3    | Russia     | 27  | 59 | 44 | 130  |
| 4    | Polonia    | 10  | 7  | 9  | 26   |
| 5    | Germania   | 1   | 0  | 1  | 2    |
| 6    | Slovacchia | 0   | 0  | 5  | 5    |
|      | Slovenia   | 0   | 0  | 1  | 1    |

### Podi consecutivi per nazionali - Doppio
| Pos. | Nazione | Podi consecutivi | di cui |
| ---- | ------- | ---------------- | ------ |
| 1    | Austria | 62               | 35     |
| 2    | Italia  | 47               | 33     |
| 3    | Russia  | 23               | 7      |
| 4    | Polonia | 6                | 5      |

NN: striscia aperta

## Staffetta a squadre - Nazionali

### Vittorie per nazionali - Staffetta a squadre
| Pos. | Nazione |    | Prima      | Ultima     | No. atleti |
| ---- | ------- | -- | ---------- | ---------- | ---------- |
| 1    | Italia  | 26 | 13/01/2013 | 20/02/2022 | 9          |
| 2    | Russia  | 6  | 15/01/2012 | 22/12/2013 | 7          |
| 3    | Austria | 3  | 12/01/2019 | 15/02/2020 | 3          |

### Podi per nazionali - Staffetta a squadre
| Pos. | Nazione  |    |    |    | Podi |
| ---- | -------- | -- | -- | -- | ---- |
| 1    | Italia   | 26 | 7  | 1  | 34   |
|      | Russia   | 6  | 9  | 19 | 34   |
|      | Austria  | 3  | 19 | 12 | 34   |
| 4    | Germania | 0  | 0  | 2  | 2    |
| 5    | Romania  | 0  | 0  | 1  | 1    |

### Podi consecutivi per nazionali - Staffetta a squadre
| Pos. | Nazione | Podi consecutivi | di cui |
| ---- | ------- | ---------------- | ------ |
| 1    | Russia  | 30               | 6      |
| 2    | Italia  | 27               | 20     |
| 3    | Austria | 22               | 3      |

NN: striscia aperta

## Coppe del Mondo
Dati aggiornati alla Coppa del Mondo 2025

### Atleti - Singolo uomini
| Pos. | Atleta              | Nazione | Coppe | 2º posto | 3º posto | Podi |
| ---- | ------------------- | ------- | ----- | -------- | -------- | ---- |
| 1    | Patrick Pigneter    | Italia  | 12    | 1        | 4        | 17   |
| 2    | Thomas Kammerlander | Austria | 5     | 2        | 2        | 9    |
| 3    | Anton Blasbichler   | Italia  | 4     | 2        | 4        | 10   |
| 4    | Gerhard Pilz        | Austria | 2     | 5        | 2        | 9    |
|      | Franz Obrist        | Italia  | 2     | 1        | 0        | 3    |
|      | Reinhard Gruber     | Italia  | 2     | 0        | 0        | 2    |
| 7    | Alex Gruber         | Italia  | 1     | 6        | 2        | 9    |
|      | Michael Scheikl     | Austria | 1     | 2        | 4        | 7    |
|      | Ferdinand Hirzegger | Austria | 1     | 1        | 1        | 3    |
|      | Robert Batkowski    | Austria | 1     | 1        | 0        | 2    |
|      | Erhard Mahlknecht   | Italia  | 1     | 0        | 1        | 2    |
|      | Manfred Gräber      | Italia  | 1     | 0        | 1        | 2    |
|      | Florian Clara       | Italia  | 1     | 0        | 1        | 2    |

### Nazionali - Singolo uomini
| Pos. | Nazione  | Coppe | 2º posto | 3º posto | Podi |
| ---- | -------- | ----- | -------- | -------- | ---- |
| 1    | Italia   | 24    | 16       | 19       | 59   |
| 2    | Austria  | 10    | 16       | 13       | 39   |
| 3    | Svizzera | 0     | 0        | 1        | 1    |

### Atlete - Singolo donne
| Pos. | Atleta                | Nazione | Coppe | 2º posto | 3º posto | Podi |
| ---- | --------------------- | ------- | ----- | -------- | -------- | ---- |
| 1    | Ekaterina Lavrent'eva | Russia  | 12    | 2        | 3        | 17   |
| 2    | Evelin Lanthaler      | Italia  | 9     | 4        | 0        | 13   |
| 3    | Sonja Steinacher      | Italia  | 4     | 2        | 1        | 7    |
| 4    | Elvira Holzknecht     | Austria | 3     | 1        | 2        | 6    |
| 5    | Irene Zechner         | Austria | 2     | 1        | 0        | 3    |
| 6    | Renate Gietl          | Italia  | 1     | 7        | 1        | 9    |
|      | Greta Pinggera        | Italia  | 1     | 6        | 3        | 10   |
|      | Doris Haselrieder     | Italia  | 1     | 0        | 2        | 3    |

### Nazionali - Singolo donne
| Pos. | Nazione | Coppe | 2º posto | 3º posto | Podi |
| ---- | ------- | ----- | -------- | -------- | ---- |
| 1    | Italia  | 16    | 20       | 14       | 50   |
| 2    | Russia  | 12    | 5        | 3        | 20   |
| 3    | Austria | 5     | 8        | 15       | 28   |

### Atleti - Doppio
| Pos. | Atleta              | Nazione | Coppe | 2º posto | 3º posto | Podi |
| ---- | ------------------- | ------- | ----- | -------- | -------- | ---- |
| 1    | Patrick Pigneter    | Italia  | 13    | 3        | 0        | 16   |
|      | Florian Clara       | Italia  | 13    | 3        | 0        | 16   |
| 3    | Pavel Poršnev       | Russia  | 4     | 8        | 5        | 17   |
|      | Ivan Lazarev        | Russia  | 4     | 8        | 5        | 17   |
|      | Helmut Ruetz        | Austria | 4     | 1        | 2        | 7    |
|      | Andi Ruetz          | Austria | 4     | 1        | 2        | 7    |
| 7    | Reinhard Beer       | Austria | 2     | 3        | 5        | 10   |
|      | Herbert Kögl        | Austria | 2     | 3        | 5        | 10   |
|      | Matthias Lambacher  | Italia  | 2     | 2        | 1        | 5    |
|      | Christian Schatz    | Austria | 2     | 0        | 2        | 4    |
|      | Gerhard Mühlbacher  | Austria | 2     | 0        | 2        | 4    |
| 11   | Andreas Schopf      | Austria | 1     | 2        | 2        | 5    |
|      | Andrzej Laszczak    | Polonia | 1     | 2        | 1        | 4    |
|      | Damian Waniczek     | Polonia | 1     | 2        | 1        | 4    |
|      | Armin Mair          | Italia  | 1     | 1        | 1        | 3    |
|      | David Mair          | Italia  | 1     | 1        | 1        | 3    |
|      | Patrick Lambacher   | Italia  | 1     | 1        | 1        | 3    |
|      | Günther Steinhauser | Italia  | 1     | 1        | 0        | 2    |
|      | Wolfgang Schopf     | Austria | 1     | 1        | 0        | 2    |
|      | Peter Lambacher     | Italia  | 1     | 1        | 0        | 2    |
|      | Maximilian Pichler  | Austria | 1     | 1        | 0        | 2    |
|      | Nico Edlinger       | Austria | 1     | 1        | 0        | 2    |
|      | Arnold Lunger       | Italia  | 1     | 0        | 0        | 1    |
|      | Almir Bétemps       | Italia  | 1     | 0        | 0        | 1    |
|      | Corrado Hérin       | Italia  | 1     | 0        | 0        | 1    |

### Nazionali - Doppio
| Pos. | Nazione | Coppe | 2º posto | 3º posto | Podi |
| ---- | ------- | ----- | -------- | -------- | ---- |
| 1    | Italia  | 18    | 11       | 6        | 35   |
| 2    | Austria | 10    | 9        | 19       | 38   |
| 3    | Russia  | 4     | 11       | 7        | 22   |
| 4    | Polonia | 1     | 2        | 1        | 4    |

## Letteratura
Harald Steyrer, Herbert Wurzer, Egon Theiner, 50 Jahre FIL 1957–2007. Die Historie des Internationalen Rennrodelverbandes in drei Bänden, Wien, Egoth Verlag, 2007,  pp. 368-397, ISBN 978-3-902480-46-0.